# دون هارفي
دون هارفي (بالإنجليزية: Don C. Harvey)‏ هو ممثل أمريكي، ولد في 12 ديسمبر 1911 في الولايات المتحدة، وتوفي بنفس المكان في 23 أبريل 1963 بسبب نوبة قلبية.

## وصلات خارجية
- دون هارفي على موقع IMDb (الإنجليزية)
- دون هارفي على موقع أول موفي (الإنجليزية)
- دون هارفي على موقع قاعدة بيانات الفيلم (الإنجليزية)